# Abżan Żusupow
Abżan Sujkumbajewicz Żusupow (ros. Абжан Суйкумбаевич Жусупов, ur. 15 czerwca 1907 w aule Kzył-Tomar w obwodzie akmolińskim, zm. 25 sierpnia 1986) – działacz państwowy i partyjny Kazachskiej SRR.

## Życiorys
Należał do WKP(b), 1929–1931 służył w Armii Czerwonej, 1931–1932 był słuchaczem fakultetu robotniczego przy Moskiewskim Instytucie Metali Kolorowych im. Mołotowa, a 1932-1937 wykonawcą odpowiedzialnym i I zastępcą szefa Północnokazachstańskiego Obwodowego Zarządu Łączności. Następnie został I zastępcą przewodniczącego Komitetu Wykonawczego Północnokazachstańskiej Rady Obwodowej, 1940–1941 był zastępcą szefa obwodowego oddziału rolniczego w Semipałatyńsku, 1941 zastępcą kierownika Wydziału Kadr Komitetu Obwodowego Komunistycznej Partii (bolszewików) Kazachstanu w Semipałatyńsku, a 1941-1945 przewodniczącym Komitetu Wykonawczego Semipałatyńskiej Rady Obwodowej. W latach 1945–1949 był przewodniczącym Komitetu Wykonawczego Kustanajskiej Rady Obwodowej, 1949–1952 słuchaczem Wyższej Szkoły Partyjnej przy KC WKP(b), a od 1952 do kwietnia 1955 przewodniczącym Komitetu Wykonawczego Gurjewskiej Rady Obwodowej. Od kwietnia 1955 do 1958 był ministrem kontroli państwowej Kazachskiej SRR, 1958-1961 przewodniczącym Komisji Kontroli Radzieckiej Rady Ministrów Kazachskiej SRR, 1963–1965 przewodniczącym Komitetu Kontroli Partyjno-Państwowej Ałmackiego Komitetu Obwodowego KPK i Komitetu Wykonawczego Ałmackiej Rady Obwodowej, a 1965-1967 przewodniczącym Ałmackiego Obwodowego Komitetu Kontroli Ludowej, następnie przeszedł na emeryturę.

## Odznaczenia
- Order Czerwonego Sztandaru Pracy
- Order Wojny Ojczyźnianej II klasy
- Order „Znak Honoru”